# Cyttus novaezealandiae
Cyttus novaezealandiae is een  straalvinnige vissensoort uit de familie van zonnevissen (Cyttidae). De wetenschappelijke naam van de soort is voor het eerst geldig gepubliceerd in 1885 door Arthur.
De soort staat op de Rode Lijst van de IUCN als niet bedreigd, beoordelingsjaar 2009.